# NGC 1102
NGC 1102 је спирална галаксија у сазвежђу Еридан која се налази на NGC листи објеката дубоког неба.
Деклинација објекта је - 22° 12' 32" а ректасцензија 2h 47m 12,8s. Привидна величина (магнитуда) објекта NGC 1102 износи 14,5 а фотографска магнитуда 15,3. NGC 1102 је још познат и под ознакама ESO 546-19, MCG -4-7-40, AM 0245-222, PGC 10545.